# Hukot

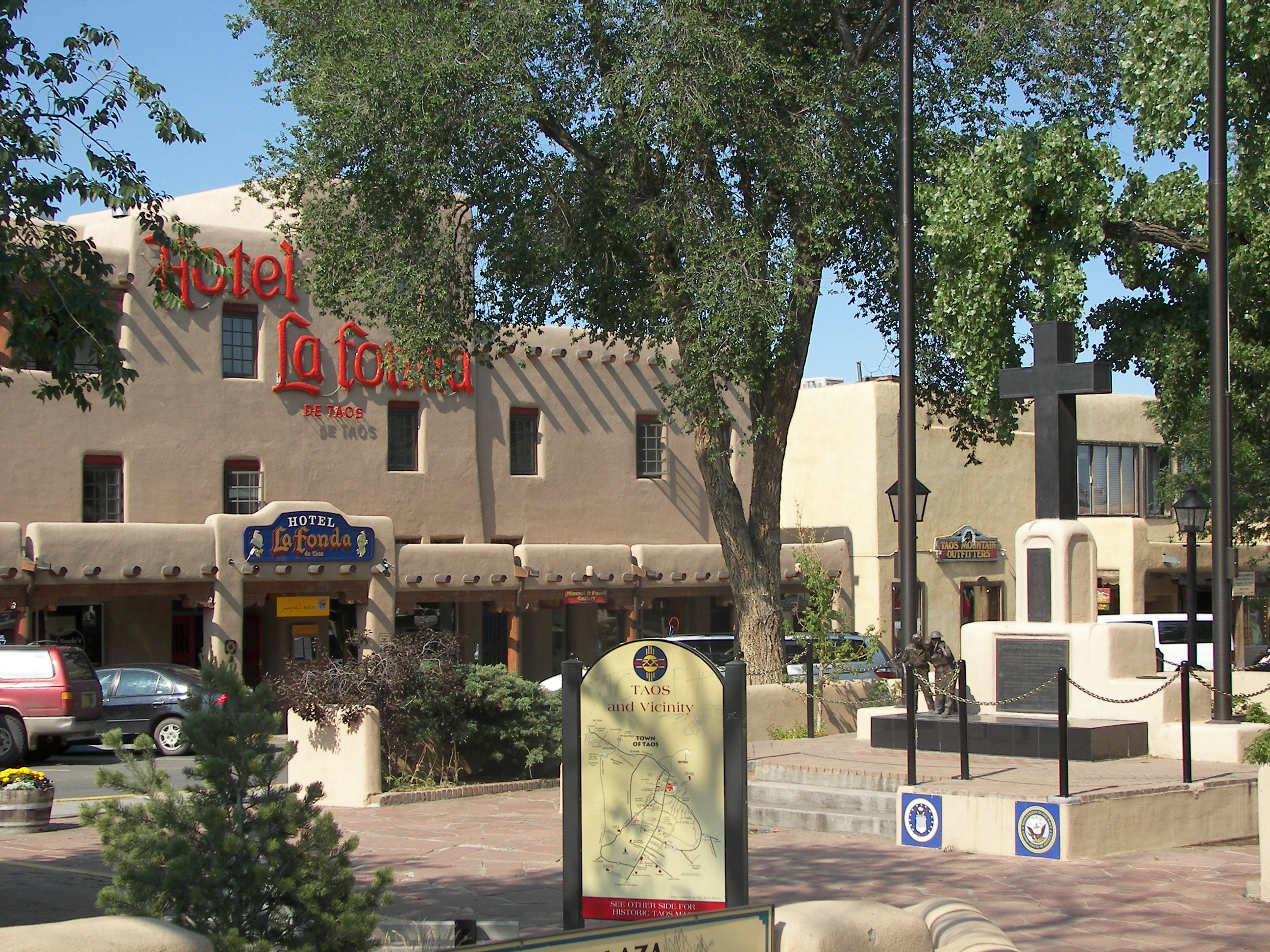
Hlavní náměstí ve městě Taos

Jako hukot nebo hučení (anglicky The Hum) je označován fenomén, nebo několik fenoménů, jež je lidmi pozorován na mnoha místech na zemi jako stálý a vtíravý zvuk nízké frekvence, hučení nebo dunění. Toto hučení nejsou všichni lidé schopni slyšet. Tento pozorovaný zvuk je někdy spojen zejména s názvem místa kde byl zveřejněn, například Bristolské hučení (anglicky Bristol Hum) nebo Taoské hučení (anglicky Taos Hum).
Je zatím nejasné, zdali se jedná o jeden jev, neboť jsou mu přiřazovány různé příčiny. V některých případech se může jednat o projev hučení v uších.

## Popis
Jedná se o stálý zvuk nízké frekvence, častokrát popisovaný jako běh dieselového motoru v dáli, nebo něco podobného hlubokému zvuku, jež se nepodobá ničemu známému z okolí (například domácí spotřebiče, veřejná doprava, atd.). Existují webové stránky se záznamem popisovaného jevu.
Mnoho jeho pozorovatelů popisuje různé vlastnosti. Někteří slyší pouze hučení, někteří dokonce pozorují uvnitř budov narůst na intenzitě. Někteří také hučení vnímají skrze své tělo. Někteří tvrdí, že ušní ucpávky nepomáhají. Pro ty, kteří hučení slyší, je hučení velmi výrazné a jsou s ním spojeny ve Spojeném království nejméně tři sebevraždy.
Studie Taoského hučení udává, že alespoň 2 % dotčených mohou hučení slyšet; každý pozorovatel dokonce na jiné frekvenci mezi 32 Hz a 80 Hz s modulací od 0,5 do 2 Hz. Podobné výsledky jsou zaznamenány v dřívější anglické studii. Pozorovatelé popisují, že hučení je vázané k místu a proto není z dáli slyšitelné. Jeden pozorovatel zaznamenal, že rozsah Taoského hučení je pro něj slyšitelné do vzdálenosti 48 km. Poměr pohlaví pozorovatelů je téměř stejný. Nejvyšší počet pozorovatelů je středního věku, a věk lze považovat za faktor, který ovlivňuje pravděpodobnost, že jedinec hučení uslyší.
V roce 2006 Tom Moir, z univerzity Massey, Auckland, Nový Zéland, pořídil několik nahrávek a věří, že se jedná o Aucklandské hučení. Jeho předchozí výzkum využíval simulované zvuky indikující, že hučení bylo asi ve frekvenci 56 Hz. Taoské hučení bylo mezi 32 a 80 Hz.
Skeptici nevěří, že se jedná o existující zvuk. V roce 2009, vedoucí audiologie v Addenbrookeho nemocnici v Cambridge, David Baguley, prohlásil, že asi jedna třetina problémů s hlukem je založena na fyzické podstatě, ostatní z pozorované skupiny se pouze příliš dychtivě soustředí na neškodné zvuky pozadí. Jeho současný výzkum se zabývá použitím psychologie a relaxačních technik pro minimalizaci utrpení a zmírnění nebo úplné odstranění popisovaného jevu.
Geoff Leventhall, expert v oblasti zvuku a vibrací, předpokládá, že může být při řešení problému nápomocná kognitivně behaviorální terapie. "Je otázkou, zdali je hučení znepokojující nebo relaxační. Kognitivně behaviorální terapie pomáhá lidem změnit postoj k hučení .

## Historie
Dříve tomuto jevu nebyla věnována výrazná pozornost. Byly publikovány pouze užitečné články ve vědecké literatuře: Leventhall, 2004, 2003;
Cowan, 2003;
Mullins & Kelly, 1998, 1995;
Broner, 1978;
Vasudevan & Gordon, 1977. Hučení bylo ohlašováno celosvětově.

## Možná vysvětlení

### Mechanické zdroje
Obvyklý pozorovatel popisuje hučení jako běh dieselového motoru. U většiny hlášených hučení nebyl vysledován mechanický zdroj.
V případě Kokomo, Indiana, město s těžkým průmyslem, byly vysledovány dva zdroje. Prvním zdrojem byla na frekvenci 36 Hz běžící chladicí věž místní výrobny odlitků společnosti DaimlerChrysler a druhým vzduchový kompresor běžící na frekvenci 10 Hz výrobní společnosti Haynes. I přes to, že byla zařízení ošetřena, bylo hučení stále pozorováno.
Další dvě hučení byla spojena s mechanickým zdrojem. U hučení pozorovaného v západním Seatlu byl jako jeho zdroj označena vakuová pumpa společnosti CalPortland na vyčerpávání lodního nákladu. Poté, co byla pumpa nahrazena tišším zařízením hlášení o hučení ustala. Podobné hučení zaznamenané ve Wellingtonu bylo způsobeno dieselovým generátorem na lodi. Stejně tak 35 Hz hučení ve Windsoru v Ontariu mělo původ ve výrobně oceli v industriální zóně na Zug Islands blízko Detroitu.

### Tinnitus
Stížnosti na hučení je u některých pacientů lékaři přisuzováno rušivým projevům sluchového aparátu lidského těla. Rušivé projevy jsou vytvářeny uvnitř sluchového aparátu nebo nervového systému bez vnějších příčin. Nicméně teorie, že hučení je způsobeno sluchovým aparátem samotným nezapadá do výpovědí svědků o pozorování hučení jen na určitých místech.
Zatímco hučení je sváděno na projevy sluchového aparátu na nízkých frekvencích, jako je hučení způsobené průchodem krve, někteří pozorovatelé tvrdí, že se nejedná o interní záležitost, neboť hučení má silnější projev uvnitř jejich domu. Nicméně jiní tvrdí, že jeho intenzita je stejná uvnitř jako venku. Někteří lidé pozorují hučení pouze doma, zatímco ostatní kdekoliv. Někteří jedinci při pokusu o odhlučnění (například dvojité sklo), které obvykle slouží jako ochrana před venkovními ruchy, učinili hučení ještě více slyšitelné.

#### Spontánní otoakustické emise
Lidský sluchový systém sám o sobě vytváří zvuky – otoakustické emise (OAE). Rozdílné studie ukazují, že 38 – 60 % dospělých s normální funkcí sluchového aparátu tyto otoakustické emise mají, ale nezajímají se o ně. Lidé, kteří tyto zvuky slyší je obvykle popisují jako slabé brzučení nebo zvonění, zejména když jsou v prostředí úplného ticha.
Výzkumníci, kteří se zabývají Taoským hučením považují otoakustické emise jako možné vysvětlení i za pravděpodobný důvod.

### Ryby

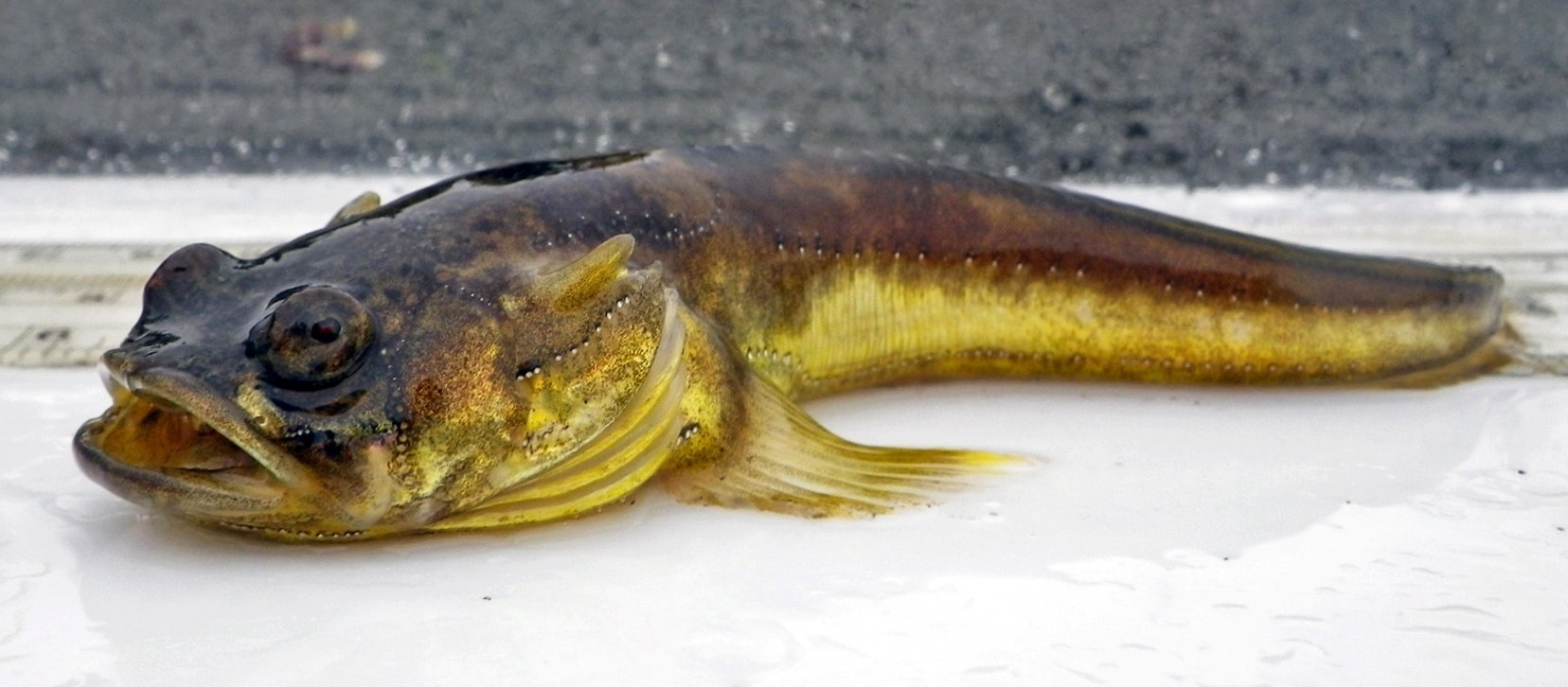
Žabohlavec

Jedno z možných příčin hučení v západním Seattlu bylo přisuzováno Žabohlavci. Jiné hučení v Sausalito v Kalifornii a také na západním pobřeží Spojených států bylo označeno jako hučení Žabohlavce, který volá svůj protějšek. Nicméně v tomto případě hučení rezonující skrze trup hausbótu bylo slyšitelné jen pro jeho obyvatele. Případ Západního Seattlu výzkumníci Univerzity ve Washingtonu zjistili, že možný zdroj hučení přenesený skrze tanker nebo trup lodi je možné přenést daleko, ale ne dostatečně daleko, aby to vysvětlovalo pozorované hučení. Skotská asociace Marine Science sdělila hypotézu, že noční hučení pozorované v Hythe, Hampshire ve Spojeném království by mohlo být produkováno podobnou příčinou. Toto vysvětlení však není možné považovat za rozumné, protože tento druh ryby se v těchto pobřežních vodách ve Spojeném království nenachází. I přes to, že zdroj v únoru roku 2014 nebyl nalezen, nyní je hučení dokumentováno.

## Zájem médií
Taoské hučení bylo zveřejněno v TV show nazvané Nevyřešené záhady (Unsolved Mysteries) v LiveScience jako deset nejvýznamnějších jevů", kde tento jev se umístil na desátém místě.

## Současná kultura
- V roce 1998 v epizodě Akta X nazvané Jízda (Drive), agent Mulder spekuluje, že extrémně nízká radio frekvence (ELF) "může být příčinou takzvaného Taoského hučení".[37]<